# Elacatinus macrodon
Elacatinus macrodon is een straalvinnige vissensoort uit de familie van grondels (Gobiidae). De wetenschappelijke naam van de soort is voor het eerst geldig gepubliceerd in 1928 door Beebe & Tee-Van.